# Міжнародна премія Павла VI
Міжнародна премія Павла VI (італ. Premio Internazionale Paolo VI) — премія, заснована в 1979 році в пам'ять про понтифіка Павла VI Інститутом Павла VI в Брешії, Ломбардія, Італія, його рідному місті.
Премію присуджують окремим особам чи установам.

## Лауреати
- 23 червня 1984 — Ганс Урс фон Бальтазар — богословська премія.
- 1988 — Олів'є Мессіан — музикальна премія.
- 2 квітня 1993 — Оскар Кульман[en] — премія за екуменізм.
- 19 червня 1997 — Жан Ваньє — премія за права людини та розвиток народів.
- 5 липня 2003 — Поль Рікер — філософська премія.
- 2008 — редактор і співробітник Sources Chrétiennes[en] — освітня премія.
- 5 жовтня 2013 — Джозеф Куттс[en] — премія благодійництва[1].